# Aborto en Bangladés
El aborto en Bangladés es ilegal en la mayoría de los casos, pero la regulación menstrual suele utilizarse como un sustituto. El país todavía rige por el código penal de 1860, donde el aborto inducido es ilegal a menos de que se ponga en riesgo la vida de la madre.
Históricamente, el aborto ha sido un tema frecuente, especialmente durante los años posteriores a la Guerra de Liberación de Bangladés. Por ejemplo, en 1972, la ley permitió el aborto para aquellas mujeres que habían sido víctimas de violación durante la guerra. En 1976, la Política Nacional de Población de Bangladés intentó sin éxito legalizar el aborto en el primer trimestre de embarazo.
Desde 1979, la regulación menstrual ha sido la alternativa más utilizada para practicarse un aborto, y está legalmente autorizada porque no es posible establecer el embarazo. En 2012, la Administración de Fármacos de Bangladés legalizó una combinación de mifepristona y misoprotol a fin de que se utilizase para realizar abortos terapéuticos.

## Regulación menstrual
Desde 1979 y como parte del programa de planificación familiar en Bangladés, la regulación menstrual es un procedimiento en el que se utiliza aspiración de vacío manual, y que imposibilite un embarazo después de la menstruación. Es un procedimiento sencillo, el cual puede hacerse con equipamiento económico. También puede realizarse sin la necesidad de usar anestesia.
En estudio sobre regulación menstrual realizado en 2013, estudió a 651 mujeres bajo consentimiento de 10 centros diferentes en Bangladés, quienes buscaban hacerse una regulación menstrual, alcanzando a llegar aproximadamente 63 días o menos de atraso en su ciclo menstrual. Se les dieron aproximadamente 200 miligramos de mifepristona, seguidos más tarde de 800 miligramos de misoprostol. Los investigadores descubrieron que el 93% de las mujeres habían evacuado el útero sin el uso de una intervención quirúrgica, y que el 92% de las mujeres se sintieron satisfechas con las píldoras y el resto del tratamiento.
A pesar de que los centros de regulación menstrual son centralizados y gratuitos, muchas mujeres no pueden acceder a ellos dado a las barreras socioeconómicas y el estigma social. Los centros cobran costos adicionales si el embarazo dura más de 10 semanas, y muchas mujeres o desconocen la regulación menstrual o tienen que hacer frente a la oposición masculina hacia el procedimiento. Por ello, algunas mujeres recurren a realizarse abortos clandestinos.

## Aborto
Un aborto puede realizarse de forma legal por un médico en un hospital, si es que es necesario salvar la vida de la madre. Pero si alguien realiza un aborto bajo cualquier otra circunstancia, incluyendo de forma autoinducida, puede ser castigada mediante una multa o con cárcel.
La regulación menstrual permite que una mujer pueda terminar su posibilidad de embarazo con 10 semanas de su último período, pero los métodos inseguros de interrumpir el embarazo son muy extendidos. En respuesta a ello, se creó una línea directa para que las mujeres recibieran información sobre el control de fertilidad, incluyendo la regulación menstrual.
Según un artículo del Instituto Guttmacher, que estudió el distrito rural de Matlab, el aborto clandestino es cada ve más frecuente, a pesar de la disponibilidad de métodos seguros para el control de fertilidad.
Un estudio realizado por Mizanur Rahman y Julie DaVanzo demostró que entre 2000 y 2008, una mujer era más propensa a morir por las complicaciones de un aborto inseguro que el parto en sí, y que los índices de mortalidad materna eran similares a las tasas de mortalidad por las complicaciones de regulación menstrual.
Otro estudio en Matlab descubrió que entre 1982 y 1998, los índices de aborto eran más de 35 veces más frecuentes entre niñas adolescentes solteras que aquellas que están casadas, y estos mucho más alto en aquellas que son menores de 18 años, y las que pasaban o habían recibido educación primaria.

## Estadísticas
Hacia 2013, la tasa nacional de mujeres que participaban en la regulación menstrual como una vía pos-conceptiva para controlar su fertilidad, fue de 10 por 1000 mujeres entre los 15 y los 49 años. La tasa nacional de abortos inducidos fue de 29 por 1000 mujeres bajo el mismo intervalo anterior. Naciones Unidas estima que en 2000, la índice de abortos fue de 4 por 1000 mujeres entre 15 y 44 años.
Solo el 42% de los centros que se esperaba que proporcionasen servicios de regulación menstrual, lo han realizado realmente. De los Centros de Bienestar Familiar y del Sindicato de la Saludo, los cuales dependen especialmente en las áreas rurales, proporcionan la mitad de estos servicios. Según Guttmacher, más del 27% de las mujeres (aproximadamente 105 000) son rechazadas anualmente. Además, en 2014, más del 50% de las mujeres casadas en Bangladés nunca había escuchado sobre la regulación menstrual.
En 2014, se estima que se realizan entre 523 808 y 769 269 abortos al año en Bangladés.